# RIBB
RIBB（Regional Internet BackBone:地域間相互接続実験プロジェクト）はJapan Gigabit Network（JGN）を利用する地域間相互接続、連携推進プロジェクトである。ITRC（日本学術振興会産学協力研究委員会インターネット技術第 163 委員会）の分科会でもある。1999年発足、2011年終了。

## 概要
1999年のJGN誕生をきっかけに地域間の相互接続、連携を推進するプロジェクトとして林英輔を代表として RIBB が発足した。地域ネットワーク系のコミュニティが集結し、広域分散インフラ、広帯域アクセス、地域型アプリケーションにフォーカスした共同実験・人材交流を展開した。2003年1月時点で39組織が参加し、当時のJGNのプロジェクトとして最大規模を誇る。広域分散ファイルシステムの開発、RingServer Project on RIBB、日食ほか各種地域イベントの映像伝送が行われた。
2004年にJGN2（JGN-II）の運用が開始されるのと歩調を合わせて名称がRIBB-IIに変更。ITRCの地域ネットワーク活動分科会（RNA）と統合する。2006年1月時点で30組織がJGN-IIを経由して相互接続し、次世代IX研究会（distix）によるMPLS-IXがバックボーンとして用いられた。さっぽろ雪まつりや日食映像中継 Live!Eclipseの伝送実験が行われ、定常動画配信を行うためのHigh DefinitionVideo配信網が構築された。
フォーカスがインフラからアプリケーションへとシフトし、地域連携ワークショップが毎年開催された。2008年にJGN2plus（JGN II+）の運用が開始されると同時にRIBB-IIIとなり、より広範なテーマを扱うこととなる。ITRC第3期の終了を契機として、RIBB は組織を発展的解消。2011年1月に富山で最後のワークショップが開催された。一部の活動はRICC（地域間インタークラウド分科会）に引き継がれている。

## 沿革
- 1999年5月: 麗澤大学新宿オフィスにてRIBB（RIBB-I）決起大会。
- 2004年7月: 地域ネットワーク連携ワークショップ2004 in京都開催。RIBB-II開始。
- 2008年4月: RIBB-III開始。
- 2011年1月: RIBB Final Workshop in Toyama 開催。発展的解散。